# Lita Grey
Lita Grey Chaplin (15. dubna 1908 Hollywood - 29. prosince 1995 Los Angeles) byla americká herečka a druhá žena Charlieho Chaplina.

## Život
Její otec byl původem ze Skotska, její matka ze Španělska.
S Charliem Chaplinem se poprvé setkala ve svých osmi letech. Ve dvanácti letech si zahrála anděla v jeho filmu The Kid. Ve svých patnácti letech se pak objevila v jeho dalším filmu, Zlaté opojení. Film však nedotočila, protože s Charliem Chaplinem ve svých 15 letech otěhotněla. V listopadu roku 1924 se s Chaplinem tajně vzali v Empalme, v Mexiku. Dne 5. května 1925 se jim narodil syn Charles Chaplin mladší, 30. dubna 1926 pak druhý syn Sydney Chaplin. Manželství však nebylo šťastné, a tak se nakonec 22. srpna 1927 rozpadlo.
Za svůj život se vdala celkem čtyřikrát. Naposledy 22. září 1956 za Patsyho Pizzolonga zvaného Pat Longo. Ale i toto manželství se v červnu 1966 rozpadlo.
Dne 20. března 1968 zemřel její prvorozený syn Charles.
Napsala celkem dvě autobiografické knihy, My Life With Chaplin a Wife of the Life of the Party.
Zemřela v Los Angeles 29. prosince 1995 ve věku 87 let, příčinou úmrtí byla na rakovina. Je pohřbena na Valhalla Memorial Park Cemetery v Los Angeles.